# كريستوس ويلر
كريستوس ويلر (باليونانية: Χρήστος Γουίλερ) هو لاعب كرة قدم قبرصي، ولد في 29 يونيو 1997 في قبرص. شارك مع منتخب قبرص تحت 19 سنة لكرة القدم. أما مع النوادي، فقد لعب مع أبولون ليماسول.

## وصلات خارجية
- كريستوس ويلر على موقع الاتحاد الأوربي (الإنجليزية)
- كريستوس ويلر على موقع قاعدة بيانات كرة القدم.إي يو (الإنجليزية)
- كريستوس ويلر على موقع ناشيونال فوتبول تيمز (الإنجليزية)
- كريستوس ويلر على موقع Soccerway.com (الإنجليزية)